# Agreste ivoirin
Pseudochazara anthelea
Espèce
L’Agreste ivoirin (Pseudochazara  anthelea) est une espèce de lépidoptères (papillons) de la famille des Nymphalidae, de la sous-famille des Satyrinae et du genre Pseudochazara.

## Dénomination
Pseudochazara  anthelea a été nommé par  Jakob Hübner en 1845.
Synonymes : Hipparchia anthelea ; [Otakar Kudrna].

### Sous-espèces
- Pseudochazara anthelea amalthea (Frivaldzky, 1845) ou Pseudochazara amalthea en Grèce[2].
- Pseudochazara anthelea schawerdae (Fruhstorfer, 1908)
- Pseudochazara anthelea selcuki Van Oorschot, 1987 [1].

Pseudochazara anthelea amalthea est considéré par certains comme une espèce distincte Pseudochazara amalthea.

### Noms vernaculaires
L'Agreste ivoirin se nomme White-banded Grayling en anglais, Αιγαιακή χαζάρα en grec et Anadolu Yalancıcadısı en turc,,.

## Description
L'Agreste ivoirin est un papillon marron avec une large bande postdiscale ivoire chez le mâle, orangée à ivoire chez la femelle, marquée de nervures foncées et ses ailes sont bordées d'une frange entrecoupée. L'aile antérieure, porte deux ocelles foncés pupillés de blanc dont un à l'apex et deux points postdiscaux blancs en e3 et e4.
Le revers, plus terne, présente les mêmes deux ocelles aux antérieures sur une bande ivoire alors que les postérieures sont marron clair terne.

## Biologie

### Période de vol et hivernation
Il vole en une génération, de mi-mai et juillet.

### Plantes hôtes
Les plantes hôtes sont des graminées.

## Écologie et distribution
L'Agreste ivoirin est présent en Albanie, Macédoine, Bulgarie, Crète, Grèce et iles Égéennes, Chypre, en Turquie, et dans le nord-est de l'Irak,.

### Biotope
Il réside sur des pentes sèches.